# 베스트일레븐 (잡지)
《베스트일레븐》(Best Eleven)은 대한민국에서 발행되는 한국 최초의 월간 축구전문지로 1970년 4월 월간축구사에서 창간하였다. 현재는 (주)베스트일레븐으로 사명을 변경되었다. 당시에는 월간축구라는 이름으로 출간되었지만 1996년 4월호부터 현재의 베스트일레븐으로 잡지명을 변경하였는데 1992년 6월호를 끝으로 잠정 휴간됐다가 그 해 12월 재창간됐다. 해외축구와 국내축구에 대해 다양하고 깊이 있는 정보를 다루고 있으며 선수 브로마이드, 스타엽서, 북마크 등을 부록으로 제공한다. 축구에서 '베스트일레븐'이란 용어는 팀의 경기력을 최상으로 끌어 올릴 수 있는 선수 구성, 또는 선발로 출장하는 11명의 선수들을 지칭한다.

## 제호명
- 월간축구 : 1970년 4월호-1996년 3월호
- 베스트일레븐 : 1996년 4월호-현재

## 같이 보기
- 포포투